# Cristiano Turato
Cristiano Turato (Padova, 7 maggio 1973) è un chitarrista e cantante italiano, dal 2012 al 2017 ha fatto parte del gruppo dei Nomadi.

## Biografia

### Primi anni (1990-1996)
L’esordio di Cristiano Turato avvenne nel 1987, quando insieme a Riccardo Marangon, Mauro Ranzato, Gianluca Chiapperini e Filippo Segato, formò il gruppo musicale Feedback.
Nel 1990 divenne cantante e chitarrista della band rock Oradaria, nata dalla pretendente esperienza, nella quale rimase solo Riccardo Marangon e vide l’ingresso di due nuovi elementi: Andrea Baesso (basso), Ivan Bano (batteria).
Il gruppo inizialmente divenne una cover band grunge che proponeva i successi di alcuni fra i più famosi artisti statunitensi del tempo, quali Pearl Jam, Soundgarden e Red Hot Chili Peppers. Divenne poco più tardi, una formazione con un proprio repertorio personale.

### Oradaria -Infinitudine(1997-2001)
Nel 1997 alla batteria arrivò Giuseppe Corvino e la band incise subito il primo album di inediti, dal titolo Infinitudine, composto da dieci brani e dalle sonorità rock.
L’album venne registrato alla Fabbrica del suono, dove Cristiano conobbe Alberto Roveroni, proprietario dello studio.
Iniziò così la sua collaborazione con Alberto Roveroni alla Fabbrica del suono, come assistente di studio e arrangiatore.

### Madaleine (2002-2011)
Nel 2002 la band Oradaria si sciolse e Cristiano si concentrò sulla propria carriera da solista e fondò il trio Madaleine, insieme a Lorenzo Festa (sintetizzatori) e Paolo Marchesi (pianoforte). In questo periodo scrisse molto e incise brani come A Cristian dedicato all’amico scomparso Cristian Fanelli, Ancora ci sei e Tarassaco, che vennero poi incluse nel disco dei Nomadi Terzo tempo.
Nel 2006 il trio si trasformò in una band. Con l’uscita di Paolo Marchesi, si aggiunsero infatti tre elementi: Luca Sartori alla batteria, Stefano Miozzo alla chitarra e Daniele Facci al basso. Nel 2008 Lorenzo Festa lasciò il gruppo, che si consolidò in una formazione di quattro elementi.
La passione di Cristiano per i sintetizzatori, la computer music e la sua collaborazione con Alberto Roveroni, cambiarono il suo modo di scrivere, posizionandosi nel mondo musicale pop e rock elettronico.
La band Madaleine vinse il "Festival di San Vincent", premiati da Grazia Di Michele, "Primo su mille" organizzato dal giornalista Franco Zanetti, con il brano Follia e, arrivando alle semifinali di Sanremo giovani e il Festival di Castrocaro.

### Nomadi (2012-2017)
Nel febbraio 2012 Cristiano sostituì Danilo Sacco diventando la nuova voce dei Nomadi. Nello stesso anno uscì l'album in studio Terzo tempo, contenente quattro brani scritti da lui: Ancora ci sei, Apparenze, Tarassaco e Addormentato ma non troppo.
Il 25 giugno 2012 si esibì con i Nomadi allo stadio Renato Dall'Ara per il Concerto per l'Emilia e il 22 settembre si esibì sul palco di Italia Loves Emilia, duettando con Claudio Baglioni.
Nel 2015 uscì un nuovo disco dei Nomadi dal titolo Lascia il segno, contenente due brani scritti da Cristiano, Non c’è tempo da perdere ed Esci fuori. Inoltre, per lo stesso album produsse insieme ad Alberto Roveroni il brano Chiamami e collaborò come co-autore al brano Animante, scritto da Nino Marino.
Con i Nomadi partecipò a diverse trasmissione televisive nelle reti nazionali, fra cui I fatti vostri su Rai 2 e Alle falde del Kilimangiaro su Rai 3.
Il 5 gennaio 2013 Cristiano, insieme a Beppe Carletti, si esibì a Radio 2 Social Club da Luca Barbarossa.
Si esibì per l'ultima volta con i Nomadi il 18 e il 19 febbraio 2017 a Novellara, per poi essere sostituito dal 3 marzo 2017 da Yuri Cilloni.

### Ivideo (2016 -2018)
Nel 2016, durante la sua attività con i Nomadi, formò insieme ad Alberto Roveroni il duo Ivideo.
Nell’ottobre dello stesso anno uscì il disco Quando sogno sparisco prodotto e arrangiato dai due musicisti. Il disco abbraccia varie sonorità e linguaggi del Musica pop, ambient e rock.

### Thunder Label Germany e Aereostella (2019)
Nel 2019 Cristiano conosce il direttore di Thunder Label Germany, Francesco Pisana, con cui inizia una collaborazione artistica e il 7 maggio 2019 esce il singolo Atlantide che raccoglie più di 1.500.000 di streaming in poco tempo.
A settembre del 2019 passa in Aereostella Musica e il 22 novembre 2019 pubblica il suo secondo singolo Follia insieme alla nuova etichetta.

## Discografia

### Con i Nomadi
- 2012 - Terzo tempo (Segnali Caotici)
- 2015 - Lascia il segno (Nomadi)
- 2014 - Nomadi 50+1 (Segnal Caotici)
- 2016 - Così sia - XXIV Tributo ad Augusto Daolio (Nomadi)

### Con I Video
- 2016 - Quando sogno sparisco (EGEA Music)
- 2016 - Senza luce - 50...il sogno continua - Dik Dik  (Atmosfera vintage)

### Solista
- 2019 - Atlantide (Aereostella Musica)
- 2019 - Follia (Aereostella Musica)
- 2020 - La festa (Aereostella Musica)
- 2020 - Sei felice (edizioni Thunder Germany - Universal Germany)
- 2021 - Mezzo Ponte (Thunder Germany)
- 2021 - Giulia (Thunder Germany)
- 2021 - In un battito di ciglia (Thunder Germany)
- 2022 - War (Videoradio)
- 2022 - Switch off (Videoradio)
- 2022 - Gioia (Videoradio)